# Musée de la tradition du hareng Dikseli
Le musée de la tradition du hareng Dikseli (finnois : Silliperinnemuseo Dikseli) ou Dikseli est un musée d'histoire locale situé dans le quartier Rymättylä à Naantali en Finlande.

## Présentation
Ouvert le 17 juin 2010, le centre de tradition du hareng Dikseli est situé dans le village de Röölä dans l'île d'Otava. 
Il y a des années, Tauno Saarni, le propriétaire de l'Aukkolaivasto, avait déchargé tous les objets possibles du dernier navire à être mis au rebut et les avait stockés dans son entrepôt pendant plus de 30 ans. L'idée du musée est née lorsque Tauno Saarni a demandé à Marja Kantos, alors directrice du musée local de Rymättylä, d'organiser une exposition de ces objets. Le premier objet qu'il a donné à l'exposition était un outil appelé diksel, et c'est de là que le musée de la tradition tire son nom.
La cérémonie d'ouverture a eu lieu le 17 juin 2010, et en même temps la traditionnelle cérémonie d'ouverture estivale de la pomme de terre de hareng a eu lieu sur la plage de Röölä, où le public pouvait manger du hareng nouveau et des pommes de terre nouvelles. 
Le Centre de la tradition du hareng a été inauguré solennellement par l'ambassadrice d'Islande Elin Flygenring. 
L'exposition de Diksel décrit graphiquement les nombreuses étapes de la transformation du hareng, de la mer à l'emballage de vente, et les longs et même dangereux voyages de la flotte de pêche vers les eaux atlantiques et islandaises. La plupart des objets proviennent du dernier navire Saukko, certains de Matti Ruuska, propriétaire de Bauckman Oy, et de nombreux objets ont également été donnés par les habitants de Rymättylä.  
Silliperinnekeskus a été mis en œuvre et géré par Rymättylä-Seura ry.